# Przejście graniczne Grzechotki-Mamonowo
Przejście graniczne Grzechotki-Mamonowo II – polsko-rosyjskie drogowe przejście graniczne położone w województwie warmińsko-mazurskim, w powiecie braniewskim, w gminie Braniewo, w miejscowości Grzechotki. Do przejścia po stronie polskiej prowadzi droga ekspresowa S22 oraz trasa europejska nr E28.
Przejście graniczne Grzechotki-Mamonowo II powstało wskutek umowy zawartej między rządem Rzeczypospolitej Polskiej a rządem Federacji Rosyjskiej już 22 maja 1992. Czynne jest przez całą dobę; dopuszczony jest ruch osobowy, towarowy. W okresie 27.07.2012 – 3.07.2016 działał tu również mały ruch graniczny. Przejście graniczne obsługuje Placówka Straży Granicznej w Grzechotkach.
Jest to największe i najnowocześniejsze przejście graniczne w województwie warmińsko-mazurskim. Koszt jego budowy wyniósł 127,7 mln zł, z czego niemal 54 mln zł pochodziły ze środków unijnych (fundusz Phare). Z przejścia można korzystać od 3 grudnia 2010 roku, a uroczyste otwarcie nastąpiło cztery dni później.